# 平田三位
平田三位（ひらた さんみ、生没年不詳）は戦国時代の兵法家。尾張国の人。法名は祐秀という。

## 生涯
平田三位については、その来歴については必ずしも明確でないところが多い。
『信長公記』によると、織田信長が16歳から18歳にかけて、弓を市川大介、鉄砲を橋本一巴、兵法を平田三位を学び、信長は絶えず、平田らの師を側近くに招いて教えを請うたという。後に平田は十輪山密巖寺の住職となり祐秀和尚と名乗るという。